# Liste der Monuments historiques in Lugaignac
Die Liste der Monuments historiques in Lugaignac führt die Monuments historiques in der französischen Gemeinde Lugaignac auf.

## Liste der Bauwerke
| Bezeichnung      | Beschreibung              | Standort | Kennzeichnung | Schutzstatus | Datum | Bild |
| ---------------- | ------------------------- | -------- | ------------- | ------------ | ----- | ---- |
| Kirche St-Martin | Erbaut im 13. Jahrhundert | (Lage)   | PA00083610    | Inscrit      | 1925  |      |

## Liste der Objekte
- Monuments historiques (Objekte) in Lugaignac in der Base Palissy des französischen Kultusministeriums